# بولدر داش
بولدر داش (بالإنجليزية: Boulder Dash)‏ هي لعبة فيديو ألغاز صدرت في مارس 1984 بواسطة فيرست ستار سوفت وير لأجهزة حواسيب عائلة أتاري 8-بت. أُنشئ من قبل المطورين الكنديين بيتر ليبا وكريس جراي. يتحكم اللاعب بشخصية روكفورد، الذي يجمع الكنوز أثناء تجنب المخاطر.
فكرة اللعبة هو جمع عدد محدد من الماسات لفتح ممر إلى المستوى التالي، ويجب أن يكون اللاعب حريصًا على عدم سحقه بصخرة أو ماس وأيضًا ألا يصيبه الأعداء.